# Nalbuphine
La nalbuphine est un antalgique opiacé fort utilisé pour traiter les douleurs intenses ou rebelles aux autres antalgiques. Elle est susceptible d'entraîner une dépendance. Elle agit en bloquant les influx nerveux véhiculant la douleur. 

## Effets indésirables
Les effets indésirables les plus fréquents sont de la somnolence, de la constipation, des nausées ou des vomissements. Ils sont transitoires et disparaissent en quelque temps, excepté la constipation.
Les personnes âgées ou insuffisants rénaux peuvent faire des hypoglycémies.

### Interactions médicamenteuses
La nalbuphine est susceptible de provoquer une somnolence plus importante lorsqu'elle est associée à des tranquillisants, des sédatifs, des hypnotiques, à d'autres opiacés, des antihistaminiques ou à de l'alcool.
Elle peut interagir avec des anticonvulsivants (carbamazépine).